# Arrival (entreprise)
Pour les articles homonymes, voir Arrival.
Arrival Ltd est une entreprise britannique de technologie développant des véhicules électriques, principalement des utilitaires légers. En juin 2020, Arrival a annoncé un nouvel autobus de passagers conçu pour la distanciation sociale à la suite de la crise sanitaire.
La production de fourgons est réalisée à Banbury, Oxfordshire. En mars 2020, Arrival a acquis une nouvelle usine à Bicester, qui devrait être opérationnelle d'ici 2021.
Arrival affirme que leurs véhicules électriques sont les premiers véhicules électriques qui coûtent le même prix que les équivalents essence et diesel. Arrival appelle cette approche « Génération 2.0 ». La société a créé une plate-forme de véhicule électrique qui peut être mise à l'échelle pour créer de nombreuses variantes dans plusieurs catégories de véhicules.
Le novembre 2020, il a été annoncé qu'Arrival serait répertorié sur le NASDAQ en fusionnant avec le SPAC CIIG Fusion Corp.

## Véhicules
Selon Arrival, quatre types de véhicules électriques sont en cours de développement: un bus, une camionnette, une grande camionnette et une petite plate-forme de véhicule. Le début de la production du bus est prévu pour le dernier trimestre de 2021.

### Van
L'Arrival Van aura un moteur de 163 ch, donnant une vitesse maximale de 120 km/h et une charge utile jusqu'à 1975 kg. Selon l'option de batterie spécifiée, la camionnette aura une portée de 180 km à 340 km sur une seule charge. United Parcel Service (UPS) a passé une commande de 10 000 fourgonnettes, avec l'option de 10 000 unités supplémentaires,.

### Autobus
En juin 2020, Arrival a annoncé que son bus subissait des tests de prototype bêta. La société a dévoilé son prototype en novembre 2021 et a déclaré que la production commencerait dans son usine de Caroline du Sud au second trimestre de 2022.

### Automobile
L'Arrival Car se développe également pour Uber, qui sera testée en 2022.

## Histoire
Fondée en 2015 par Denis Sverdlov, ancien directeur général de Yota Group, un fournisseur russe de services mobiles, Arrival a son siège à Londres avec une installation R&D à Banbury et d'autres bureaux en Amérique du Nord, en Allemagne, en Israël, en Russie et aux Pays-Bas.
En août 2017, le Royal Mail a annoncé un accord avec Arrival pour tester neuf véhicules de gammes de 3,5, 6 et 7 tonnes de poids brut du véhicule.
Le United Parcel Service a annoncé un accord avec Arrival pour tester 35 véhicules à travers Londres et Paris en mai 2019 dans le cadre d'une stratégie plus large d'électrification de leur énorme flotte de véhicules de livraison.
En septembre 2019, Arrival a été classée 19e dans la liste des Top Startups 2019 de LinkedIn, identifiant les 25 meilleures entreprises britanniques pour lesquelles travailler.
BlackBerry a annoncé en octobre 2019 qu'il alimenterait les véhicules électriques intelligents de génération 2.0 d'Arrival. Dans le cadre de cet accord, BlackBerry accordera une licence à la technologie BlackBerry QNX pour Arrival, y compris son système d'exploitation en temps réel QNX SDP 7.0 qui servira de base sécurisée aux fonctionnalités ADAS de la plate-forme de véhicule de l'entreprise.
Mike Ableson, ancien vice-président de l'infrastructure des véhicules électriques et de la stratégie mondiale chez General Motors, a rejoint Arrival en octobre 2019 en tant que PDG de l'Amérique du Nord.
En décembre 2019, Cubic Telecom, un fournisseur de logiciels de gestion de la connectivité, s'est associé à Arrival pour fournir un logiciel de connectivité intelligente à leurs flottes de véhicules électriques.
Arrival a annoncé en janvier 2020 que Hyundai Motor Group et Kia Motors avaient investi 100 000 000 € dans l'entreprise marquant le début d'un partenariat stratégique entre les constructeurs automobiles pour accélérer l'adoption des véhicules utilitaires électriques dans le monde. À la suite de l'investissement, Arrival a révélé avoir obtenu le statut de « Unicorn », valorisant la start-up à 3 000 000 000 €.
Le 29 janvier 2020, Arrival a annoncé qu'UPS avait investi dans l'entreprise et avait passé une commande de 10 000 véhicules électriques de seconde génération à déployer au Royaume-Uni, en Europe et en Amérique du Nord avant 2024 dans le cadre de leur transition vers une flotte de véhicules zéro émission. L'accord aurait une valeur de 400 millions de dollars avec une participation dans la société d'une taille non divulguée. Les véhicules électriques spécialement conçus ont été co-développés par Arrival et UPS afin de répondre aux spécifications exactes de l'entreprise postale, y compris les dernières fonctionnalités avancées de contrôle et de sécurité.
Le directeur de la stratégie d'Arrival est Avinash Rugoobur, ancien responsable de la stratégie chez GM Cruise Automation.
Le 17 juin 2020, Arrival a révélé un modèle de bus zéro émission. Le prix du bus sera le même que celui d'un bus diesel équivalent, selon la compagnie. Des coûts de fonctionnement moins élevés le rendront moins cher pour les opérateurs à long terme.
Arrival a commencé ses opérations aux États-Unis, après avoir commencé à s'étendre dans la région métropolitaine de Charlotte. Le premier bureau américain d'Arrival sera situé dans le quartier South End de Charlotte. En outre, la première micro-usine américaine d'Arrival sera située dans la banlieue de Charlotte à Rock Hill, en Caroline du Sud.